# Birgitta Öbo Andreasson
Birgitta Öbo Andreasson, född 12 maj 1942, är en svensk författare som bland annat har skrivit böckerna Anna och Maria i London och Rosenlandet.